# ایرج افشار سیستانی
ایرج افشار سیستانی در ۲ آبان ۱۳۱۹ در روستای کوشه علیای زابل به دنیا آمد. او تحصیلات ابتدایی را از دبستان امیر معزی زاهدان و دوره متوسطه را در دبیرستان ۱۵ بهمن در همان شهر گذراند یک سال نیز در کرمان به تحصیل ادامه داده سپس به تهران رفت و تحصیلات دانشگاهی را تا مقطع دکتری پی گرفت و پس از آن مسئولیت‌های گوناگونی را عهده‌دار شد و پس از بازنشستگی در سال ۱۳۶۱ به تحقیق و تألیف دربارهٔ جغرافیای تاریخی ایران پرداخت. او که در ششمین جایزه کتاب سال جمهوری اسلامی ایران به عنوان برگزیده معرفی شد، دارای ۵۴ عنوان کتاب در ۱۶۰ جلد است و از جمله آنها می‌توان به ایلام و تمدن دیرینه آن، بزرگان سیستان، بلوچستان و تمدن دیرینه آن، پزشکی سنتی مردم ایران و پژوهش در نام شهرهای ایران اشاره کرد. ایرج افشار سیستانی ایران‌شناس و نویسنده بیش از پنجاه کتاب در زمینه‌های گوناگون مردم‌شناسی، زبان‌شناسی و جغرافیای تاریخی ایران می‌باشد کتاب مقدمه‌ای بر شناخت ایل‌ها، چادرنشینان و طوایف عشایری ایران ایرج افشار سیستانی، در دوره ششم کتاب سال ایران به عنوان کتاب سال برگزیده شد. همچنین بنیاد نیمروز سیستانی‌ها در طرح سپاس خود که به تجلیل از چهره‌های فرهنگی اجتماعی و مفاخر سیستانی می‌پردازد به این نویسنده شهیر پرداخته‌است همچنین بخش مهمی از مطالعات و نوشتارهای وی اختصاص به زادگاهش یعنی سیستان و بلوچستان دارد.

## فعالیتها
از دیگر افتخارات افشار سیستانی می‌توان به برترین نویسنده و پژوهشگر صنعت گردشگری ایران در سال ۱۳۸۴، دریافت نشان ادبی تاجیکستان در سال ۱۳۸۷ و چهره ماندگار از سوی شهرداری تهران و کمیسیون ملی یونسکو در ایران در سال جاری اشاره کرد همچنین مراسم تکریمی توسط بنیاد نخبگان استان سیستان و بلوچستان در سال ۱۳۹۶ با حضور چهره‌های علمی و فرهنگی کشور، شاگردان ایشان و استعدادهای برتر برگزار شد. ایرج افشار سیستانی زحمات ۴۵ ساله تحقیقی و پژوهشی خود را در قالب ۱۴ هزار جلد کتاب، مجله، فصلنامه، عکس، لوح، دست نوشته‌ها و هدایای دریافتی داخلی و خارجی را در مرکز اسناد و کتابخانه ملی سیستان و بلوچستان وقف کرده‌است. براساس این گزارش، این کتابخانه ۱۰۰ درصد تخصصی دربارهٔ ایران‌شناسی است و کتابهای معتبری در زمینه تاریخ مناطق مختلف کشور در آن موجود و به زیبایی تحقیق و تفکیک شده‌است. ارزش بالای معنوی و مادی کتابخانه استاد ایرج افشار سیستانی، سبب شد تا کارشناسان اسناد ملی پس از بازدید از این کتابخانه به سبب ارزشمندی و نفیس بودن کتاب‌ها، نتوانند برای آن قیمت مادی تعیین کنند. برخی کتاب‌های مرجع موجود در این کتابخانه حتی در کتابخانه ملی ایران وجود ندارد. گفتنی است، این محقق و پژوهشگر نامی ایران علاوه بر وقف کتابخانه کم‌نظیر، گران‌قدر خود، تمام حقوق مادی و معنوی تالیفات خود را نیز وقف کرده‌است. چاپ ۱۳۶ جلد کتاب گوشه ای از فعالیت‌های فرهنگی، تحقیقی و پژوهشی استاد ایرج افشار سیستانی است.

## مقالات
- خلیج فارس؛ گذرگاه تمدن (جستجوی معادل‌های خلیج فارس در زبان‌های دنیا),مجله: «یاد» تابستان ۱۳۸۵ - شماره ۸۰ (۱۰ صفحه - از ۴۹ تا ۵۸)